# 硬花金叶子
硬花金叶子（学名：Craibiodendron scleranthum）为杜鹃花科金叶子属下的一个种。

## 扩展阅读
維基物種上的相關：硬花金叶子